# 루카 (토스카나주)
루카(이탈리아어: Lucca)는 이탈리아의 토스카나 지방에 있는 도시 및 코무네로, 리구리아해 인근 비옥한 평야에 흐르는 세르키오강에 위치했다.
루카는 르네상스 시대의 성곽과 보존 상태가 아주 뛰어난 역사 지구를 통해 '예술의 도시'(Città d'arte)로 알려져 있다. 역사 지구에는 여러 건축물과 기념물들이 있는데 이 중에는 기원이 서기 1세기까지 올라가는 안피테아트로 광장과 1300년대의 것으로 추정하는 높이 45-미터-tall (150 ft)의 구이니기 탑 등이 있다.
또한 자코모 푸치니, 알프레도 카탈라니, 루이지 보케리니 등 세계적 수준 작곡가들이 태어난 곳이기도 하다.

## 어원
로마인들에게 루카는 '루카'(Luca)라는 이름으로 알려졌다. 최근 연구를 통해, 루카 (Lucca)라는 명칭은 '신성한 숲'([[라틴어: lucus), '베어내는'(라틴어: lucare), '빛나는 공간'(leuk, 원시유럽집단이 사용한 용어) 등을 나타내는 것이라는 결과가 제시되었다. 이러한 기원은 공간을 밝히기 위해 벌림을 한 숲이 우거진 지대를 나타내거나 숲이 우거진 곳 한 가운데에 있는 세르키오섬이라는 하중도의 개간지를 나타내는 것으로 본다.

## 역사
루카는 원래 리구리아인들의 취락이었으나 나중에 에트루리아인들이 차지했으며 역사가 리비우스에 따르면 기원전 180년에 로마 제국이 식민지를 세운 것으로 되어 있다. 루카의 중심가에 로마의 직교식 도시계획이 보존되어 있으며 성벽·포룸(광장)·원형극장의 유적들이 발견되었다. 기원전 56년에 로마의 장군 카이사르와 폼페이우스, 크라수스가 모여 삼두 정치체제를 공고히 하기 위해 루카 회담을 벌인 장소이기도 하다. 기독교가 퍼질 때 일찍이 주교관구가 된 것으로 보이며, 476년 이후 고트족, 동로마 제국, 롬바르드족이 차례로 지배한 뒤 6세기에 롬바르드 공작령의 수도가 되었다. 루카의 백작이 토스카나 후작이 된 9, 10세기에 루카는 토스카나 제1의 도시였다. 카노사 가문이 후작의 영지를 계승할 때 토스카나의 중심지는 피렌체로 바뀌었지만, 루카는 1118년 경제적 자유의 특허를 받았으며, 그 후 바로 자치시가 수립된 것으로 보인다. 강력한 이웃 도시들이나 야심에 찬 귀족 가문들과 수많은 분쟁을 겪으면서도 루카는 1799년 프랑스에 함락될 때까지 독립을 유지했다(루카 공화국).
1805년∼1814년에는 공국이 되어 나폴레옹 1세의 누이 엘리자 바치오키의 통치를 받았다. 빈 회의(1815년)의 결과에 따라, 1817년에는 파르마 공국의 일부가 되었고, 1847년에는 토스카나 공국에 양도되었으며, 1860년 이탈리아 왕국에 합병되었다.

## 문화
루카는 자코모 푸치니 ('라 보엠', '나비 부인'), 니콜라오 도라티, 프란체스코 게미니아니, 조세포 구아미, 루이지 보케리니, 알프레도 카탈라니 등 작곡가들의 출생지이다. 또한 예술가 베네데토 브란디마르테의 출생지이기도 하다. 2004년 이래로, 루카는 민간 연구 기관이자 선발 대학원 및 이탈리아 최고 대학원 (그랑제콜과 유사)의 일부인 IMT 루카이 위치해 있다.

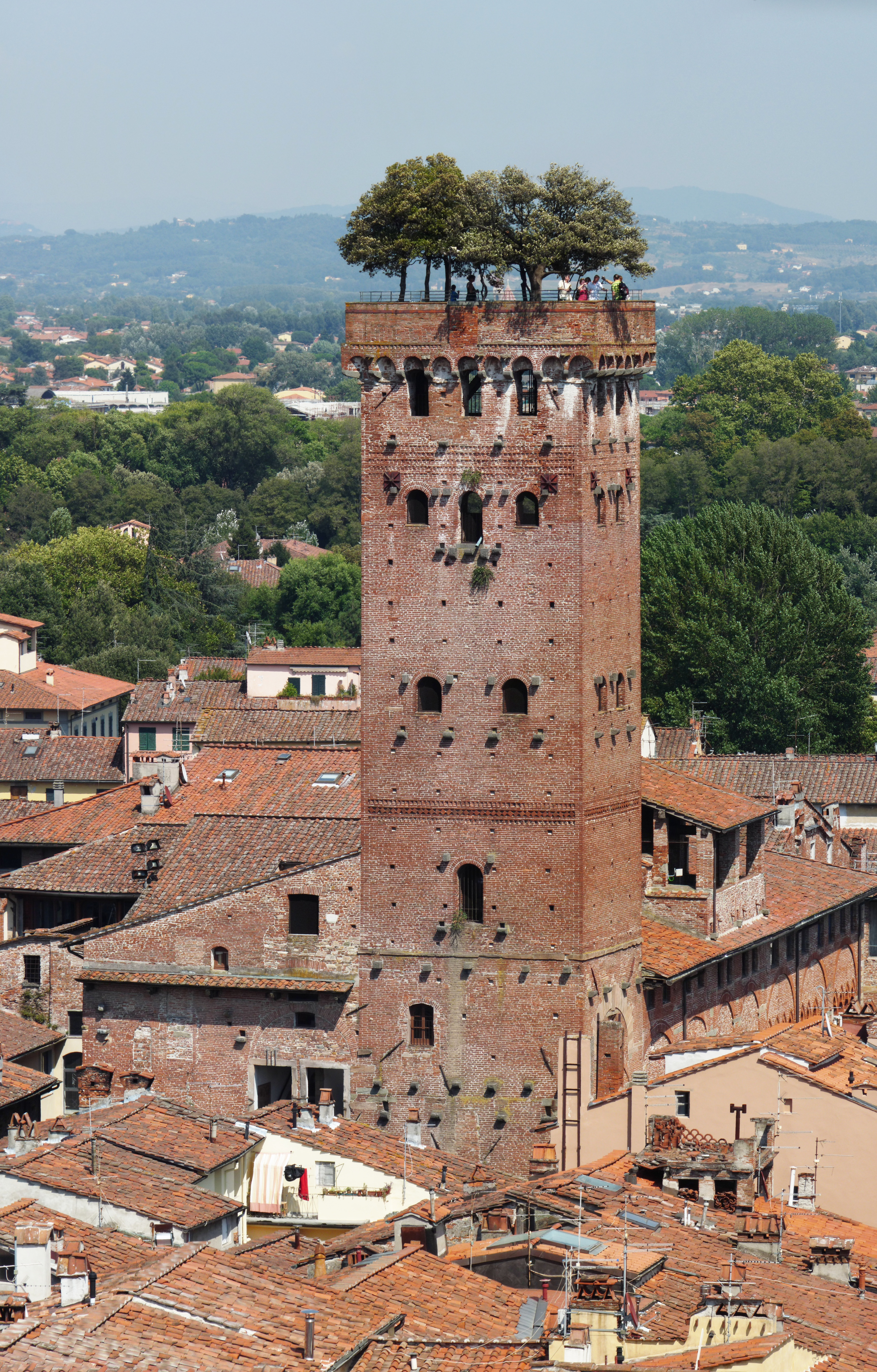
구이니지 탑

## 자매 도시
- 영국 애빙던
- 프랑스 콜마르
- 폴란드 고골린
- 독일 숀가우
- 벨기에 신트니클라스
- 아르헨티나 부에노스아이레스
- 네덜란드 호린험
- 이탈리아 루카시쿨라
- 이탈리아 시에나
- 미국 사우스샌프란시스코

## 같이 보기
- 카스트루초 카스트라카니
- 루카 공국
- 루카 공화국